# Vandelainville
Vandelainville est une commune française située dans le département de Meurthe-et-Moselle en région Grand Est, dans la vallée du Rupt de Mad.

## Géographie
La commune est à 1,2 km de Bayonville-sur-Mad, 4,5 de Arnaville, 6,5 de Novéant-sur-Moselle et 23,0 de Metz.

### Géologie et relief
La commune se compose de 10,02 hectares de territoires artificialisés (7,31 %), 63,63 hectares de territoires agricoles (46,45 %) et 63,40 hectares de forêts et milieux semi-naturels (46,28 %).
Espaces naturels :
- Un espace protégé hors Natura 2000 :

Parc naturel régional.
- Un espace protégé Natura 2000 :

Pelouses et vallons forestiers du Rupt de Mad.
- Une zone naturelle d'intérêt écologique, faunistique et floristique (Znieff) :

Coteaux calcaires du Rup-de-Mad au Pays Messin,
Le Rup-de-Mad de Layayville à Arnaville.
Le coteau, bien exposé au sud, était autrefois couvert de vignobles qui ont aujourd'hui disparu. Proches des zones de combat, les vignes n'ont pas été replantées après la guerre de 1914-1918 et les ravages du phylloxéra.
| Onville | Gorze Moselle  |                    |
| Onville | Vandelainville | Bayonville-sur-Mad |
| Onville | Onville        |                    |

### Hydrographie et les eaux souterraines
Hydrogéologie et climatologie :

Territoire communal : Occupation du sol (Corinne Land Cover); Cours d'eau (BD Carthage),
Géologie : Carte géologique; Coupes géologiques et techniques,
 Hydrogéologie : Masses d'eau souterraine; BD Lisa; Cartes piézométriques.

#### Réseau hydrographique
La commune est dans le bassin versant du Rhin au sein du bassin Rhin-Meuse. Elle est drainée par le ruisseau le Rupt de Mad,.
Le Rupt de Mad, d'une longueur de 55 km, prend sa source dans la commune de Geville et se jette  dans la Moselle à Novéant-sur-Moselle, après avoir traversé 21 communes. Les caractéristiques hydrologiques du Rupt de Mad sont données par la station hydrologique située sur la commune de Waville. Le débit moyen mensuel est de 3,24 m3/s. Le débit moyen journalier maximum est de 113 m3/s, atteint lors de la crue du 12 mai 1970. Le débit instantané maximal est quant à lui de 155 m3/s, atteint le même jour.

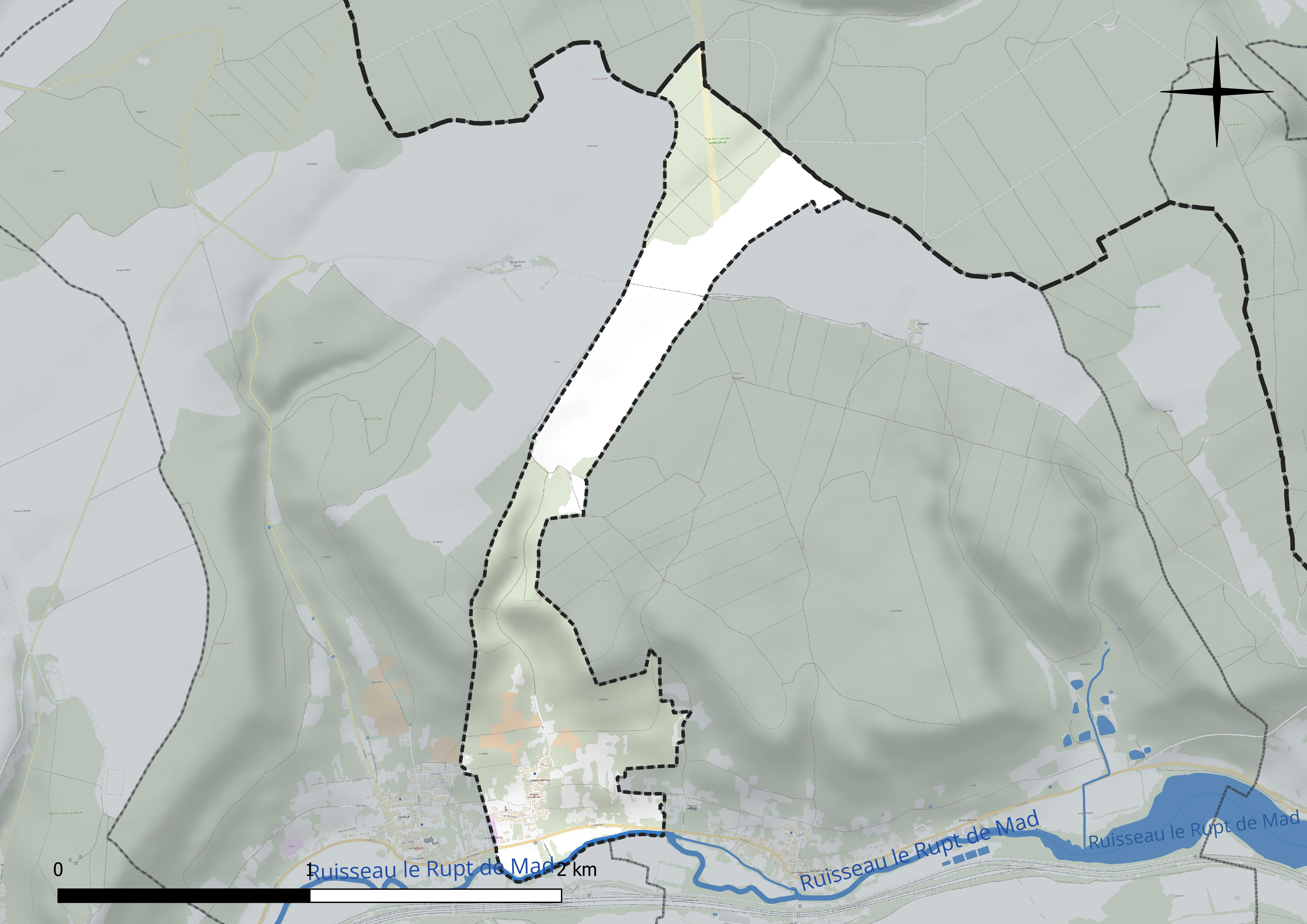
Réseau hydrographique de Vandelainville.

#### Gestion et qualité des eaux
Le territoire communal est couvert par le schéma d'aménagement et de gestion des eaux (SAGE) « Rupt de Mad, Esch, Trey ». Ce document de planification concerne les bassins versants du Rupt de Mad, de l’Esch et du Trey. Le périmètre a été arrêté le 2 juin 2014, la commission locale de l'eau (CLE) a été créée le 20 juin 2017, puis modifiée le 26 mars 20210. La structure porteuse de l'élaboration et de la mise en œuvre est le Parc naturel régional de Lorraine. 
La qualité des cours d’eau peut être consultée sur un site dédié géré par les agences de l’eau et l’Agence française pour la biodiversité.

### Climat
Pour des articles plus généraux, voir Climat du Grand Est et Climat de Meurthe-et-Moselle.
En 2010, le climat de la commune est de type climat des marges montargnardes, selon une étude du Centre national de la recherche scientifique s'appuyant sur une série de données couvrant la période 1971-2000. En 2020, Météo-France publie une typologie des climats de la France métropolitaine dans laquelle la commune est exposée à un climat semi-continental et est dans la région climatique  Lorraine, plateau de Langres, Morvan, caractérisée par un hiver rude (1,5 °C), des vents modérés et des brouillards fréquents en automne et hiver. 
Pour la période 1971-2000, la température annuelle moyenne est de 9,4 °C, avec une amplitude thermique annuelle de 15,9 °C. Le cumul annuel moyen de précipitations est de 765 mm, avec 12,1 jours de précipitations en janvier et 9,3 jours en juillet. Pour la période 1991-2020, la température moyenne annuelle observée sur la station météorologique de Météo-France la plus proche, « Doncourt-lès-Conflans », sur la commune de Doncourt-lès-Conflans à 14 km à vol d'oiseau, est de 10,7 °C et le cumul annuel moyen de précipitations est de 710,3 mm. 
La température maximale relevée sur cette station est de 40,9 °C, atteinte le 25 juillet 2019 ; la température minimale est de −16,5 °C, atteinte le 26 décembre 2010,,. 
Les paramètres climatiques de la commune ont été estimés pour le milieu du siècle (2041-2070) selon différents scénarios d'émission de gaz à effet de serre à partir des nouvelles projections climatiques de référence DRIAS-2020. Ils sont consultables sur un site dédié publié par Météo-France en novembre 2022.

## Urbanisme

### Typologie
Au 1er janvier 2024, Vandelainville est catégorisée bourg rural, selon la nouvelle grille communale de densité à sept niveaux définie par l'Insee en 2022.
Elle est située hors unité urbaine. Par ailleurs la commune fait partie de l'aire d'attraction de Metz, dont elle est une commune de la couronne,. Cette aire, qui regroupe 245 communes, est catégorisée dans les aires de 200 000 à moins de 700 000 habitants,.

### Occupation des sols
L'occupation des sols de la commune, telle qu'elle ressort de la base de données européenne d’occupation biophysique des sols Corine Land Cover (CLC), est marquée par l'importance des territoires agricoles (47,1 % en 2018), une proportion identique à celle de 1990 (47,1 %). La répartition détaillée en 2018 est la suivante : 
forêts (45,5 %), terres arables (27,8 %), cultures permanentes (16,2 %), zones urbanisées (7,4 %), prairies (3 %). L'évolution de l’occupation des sols de la commune et de ses infrastructures peut être observée sur les différentes représentations cartographiques du territoire : la carte de Cassini (XVIIIe siècle), la carte d'état-major (1820-1866) et les cartes ou photos aériennes de l'IGN pour la période actuelle (1950 à aujourd'hui).

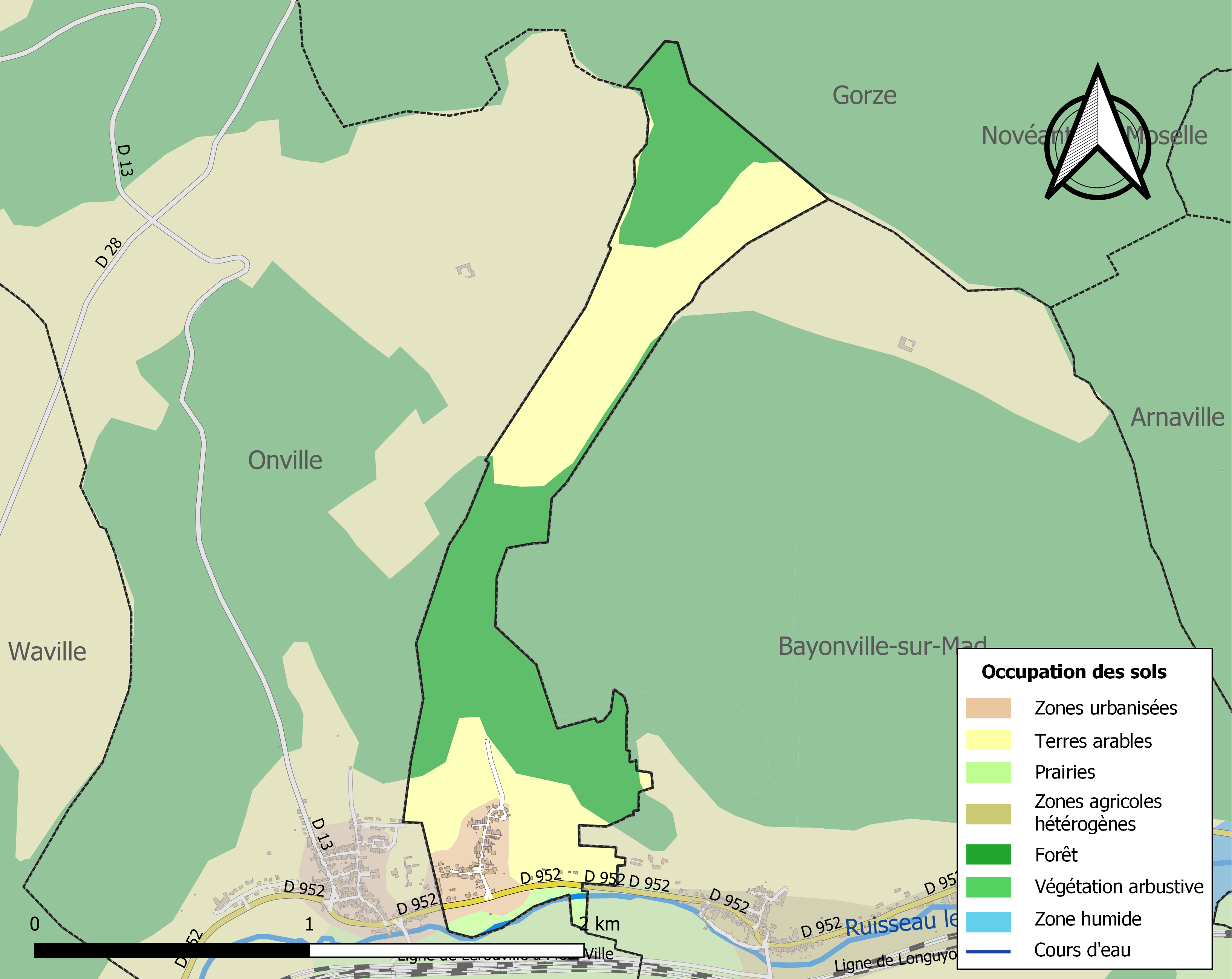
Carte des infrastructures et de l'occupation des sols de la commune en 2018 (CLC).

### Voies de communications et transports

#### Voies routières
- A31 (aussi appelée autoroute de Lorraine-Bourgogne). Échangeurs Jouy, Lesménils, Moulins lès Metz.
- A4, dessert la banlieue Est de Paris : Échangeurs Batilly, Sainte Marie, Jarny, Sémécourt.

#### Transports en commun
- Fluo Grand Est.

#### Lignes SNCF

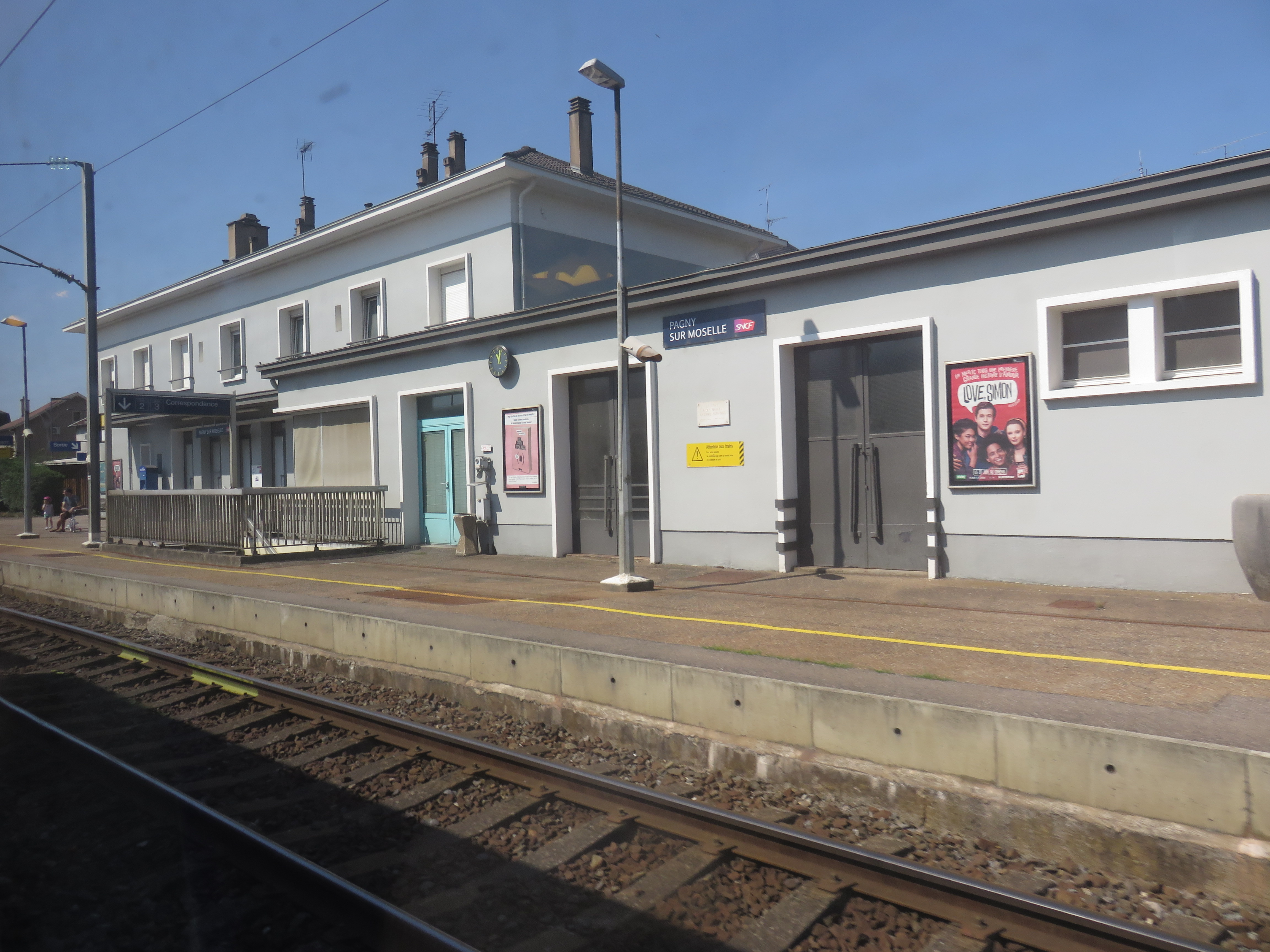
Gare de Pagny-sur-Moselle.

- Gare de Pagny-sur-Moselle
- Gare de Novéant
- Gare d'Ancy-sur-Moselle
- Gare d'Ars-sur-Moselle
- Gare de Pont-à-Mousson

#### Transports aériens
- Aéroport de Metz-Nancy-Lorraine.
- L'Aéroport d'Épinal-Mirecourt « Vosges Aéroport ».

À partir de l'été 2021, l’aéroport d’Épinal-Mirecourt est devenu le "pélicandrome" de la Zone Est et servira ainsi de base de ravitaillement et d’intervention pour les avions bombardiers d’eau connus sous le nom de Dash 8.

## Toponymie
- Wandilinvilla en 877[27].
- Wandelai Villam dans un diplôme de l'Empereur Othon en 960.
- 1052 - Wandelinus : Vandelainville et Vandeléville[28]
- Similaire avec Vadelaincourt.

## Histoire

### Dans le domaine civil et en Droit public
Village de l'ancienne prévôté de Prény, sa communauté villageoise devait payer divers impôts au domaine du duc de Lorraine.
Vandelainville a appartenu aux seigneurs de Roucelz (XVIIe siècle) puis aux comtes de Briey (XVIIIe siècle).

### Dans le domaine religieux
En 1772, prieuré de l'ordre de Saint Augustin, dépendant de l'abbaye Saint-Léon de Toul.
Vandelainville avait perdu son titre de paroisse en 1804, devenant une simple annexe de sa voisine plus peuplée, Bayonville. Sous le règne de Charles X, une ordonnance royale du 25 avril 1827 rendait son titre de paroisse à Vandelainville, placée sous le patronage de saint Pierre.

## Politique et administration
| Période                                  | Période                   | Identité                                             | Étiquette | Qualité            |
| ---------------------------------------- | ------------------------- | ---------------------------------------------------- | --------- | ------------------ |
| Les données manquantes sont à compléter. |                           |                                                      |           |                    |
|                                          | 1970                      | Pelletier                                            |           |                    |
|                                          | 1994                      | Jean Romagnoli                                       |           |                    |
| 1981                                     |                           | Gino Romagnoli                                       |           |                    |
| mars 2001                                | En cours (au 25 mai 2020) | Jean-Louis Depierreux Réélu pour le mandat 2020-2026 |           | Chef d'entreprise, |

### Budget et fiscalité 2023
En 2023, le budget de la commune était constitué ainsi :
- total des produits de fonctionnement : 87 000 €, soit 618 € par habitant ;
- total des charges de fonctionnement : 69 000 €, soit 492 € par habitant ;
- total des ressources d'investissement : 16 000 €, soit 113 € par habitant ;
- total des emplois d'investissement : 5 000 €, soit 34 € par habitant ;
- endettement : 0 €, soit 3 € par habitant.

Avec les taux de fiscalité suivants :
- taxe d'habitation : 10,66 % ;
- taxe foncière sur les propriétés bâties : 32,12 % ;
- taxe foncière sur les propriétés non bâties : 25,02 % ;
- taxe additionnelle à la taxe foncière sur les propriétés non bâties : 0,00 % ;
- cotisation foncière des entreprises : 0,00 %.

Chiffres clés Revenus et pauvreté des ménages en 2021 : médiane en 2021 du revenu disponible, par unité de consommation : 25 260 €.

## Population et société

### Démographie

#### Évolution démographique
L'évolution du nombre d'habitants est connue à travers les recensements de la population effectués dans la commune depuis 1793. Pour les communes de moins de 10 000 habitants, une enquête de recensement portant sur toute la population est réalisée tous les cinq ans, les populations de référence des années intermédiaires étant quant à elles estimées par interpolation ou extrapolation. Pour la commune, le premier recensement exhaustif entrant dans le cadre du nouveau dispositif a été réalisé en 2007.

En 2022, la commune comptait 142 habitants, en évolution de +2,9 % par rapport à 2016 (Meurthe-et-Moselle : −0,13 %, France hors Mayotte : +2,11 %).
| 1793 | 1800 | 1806 | 1821 | 1831 | 1836 | 1841 | 1846 | 1851 |
| ---- | ---- | ---- | ---- | ---- | ---- | ---- | ---- | ---- |
| 267  | 253  | 269  | 235  | 226  | 218  | 212  | 194  | 171  |

| 1856 | 1861 | 1872 | 1876 | 1881 | 1886 | 1891 | 1896 | 1901 |
| ---- | ---- | ---- | ---- | ---- | ---- | ---- | ---- | ---- |
| 166  | 160  | 187  | 194  | 175  | 168  | 193  | 155  | 158  |

| 1906 | 1911 | 1921 | 1926 | 1931 | 1936 | 1946 | 1954 | 1962 |
| ---- | ---- | ---- | ---- | ---- | ---- | ---- | ---- | ---- |
| 167  | 169  | 112  | 147  | 178  | 164  | 159  | 177  | 138  |

| 1968 | 1975 | 1982 | 1990 | 1999 | 2006 | 2007 | 2012 | 2017 |
| ---- | ---- | ---- | ---- | ---- | ---- | ---- | ---- | ---- |
| 138  | 156  | 169  | 138  | 152  | 148  | 147  | 141  | 140  |

| 2022 | - | - | - | - | - | - | - | - |
| ---- | - | - | - | - | - | - | - | - |
| 142  | - | - | - | - | - | - | - | - |

## Économie

### Entreprises et commerces

#### Secteur primaire ouAgriculture
Le secteur primaire comprend, outre les exploitations agricoles et les élevages, les établissements liés à l’exploitation de la forêt et les pêcheurs.
D'après le recensement agricole 2010 du Ministère de l'agriculture (Agreste), la commune de Vandelainville était majoritairement orientée sur la production de céréales et d'oléagineux sur une surface agricole utilisée d'environ 33 hectares (très inférieure à la surface cultivable communale) en stagnation depuis 1988.
Le cheptel en unité de gros bétail s'est éteint entre 1988 et 2010. Il n'y avait plus qu'1 exploitation agricole ayant son siège dans la commune employant 1 unité de travail.

#### Tourisme
- Hébergements et restauration à Onville, Vandières, Jaulny, Féy, Novant-sur-Moselle.

#### Commerces
- Commerces et services de proximité[41] à Onville, Bayonville-sur-Mad, Pagny-sur-Moselle.

## Culture locale et patrimoine

### Lieux et monuments
- Présence gallo-romaine.
- Aître fortifié[42].
- Quelques maisons du XVIIIe siècle, avec encadrements d'ouvertures en bois. Linteau de porte réemployé : saint Pierre et les attributs de la Passion.
- Église Saint-Pierre reconstruite en 1768 : clocher-tour romane de défense des XIIe – XIIIe siècles séparée[43].

L'église du village présente la particularité, assez rare, d'avoir un clocher qui n'est pas attenant à l'église. Ce clocher-tour en est séparé par un passage d'environ 1,50 m de large. Il est inscrit sur l'inventaire supplémentaire des monuments historiques par arrêté du 19 février 1981.
Patrimoine mobilier :
* Groupe sculpté Sainte Anne et la Vierge.
* Lutrin en bois sculpté du XVIIIe siècle.
- Monument aux morts[47],[48].

### Personnalités liées à la commune
- Léon Simon (1836 à Metz - 1910 à Vandelainville), artiste-peintre, membre de la Société des Artistes français, président de l'Académie de Metz.

### Héraldique
| Blason de Vandelainville | Blason  | D’or à trois pals au pied fiché de gueules au chef de même chargé de trois tours d’or. |
| Blason de Vandelainville | Détails | Ce blason évoque les deux familles seigneuriales de Vandelainville du XVIIIe siècle. La famille de Saintignon portait trois tours d'or sur champ de gueules; et la famille de Briey avait trois pals fichés de gueules sur fond d'or. Le statut officiel du blason reste à déterminer. |